# 強羅駅
強羅駅（ごうらえき）は、神奈川県足柄下郡箱根町強羅にある小田急箱根の駅である。
当駅を終点とする鉄道線（箱根登山電車）と、当駅を起点とする鋼索線（箱根登山ケーブルカー）の2路線が乗り入れる。駅番号は両路線ともにOH 57。
神奈川県内の普通鉄道の駅としては最も標高が高い地点に位置する。

## 歴史
- 1919年（大正8年）6月1日：鉄道線の駅が開業[4]。
- 1921年（大正10年）12月1日：鋼索線の駅が下強羅駅として開業。
- 1922年（大正11年）7月1日：鋼索線の駅が強羅駅に改称。
- 1944年（昭和19年）2月11日：鋼索線の駅が営業休止。
- 1950年（昭和25年）7月1日：鋼索線の駅が営業再開。
- 1977年（昭和52年）4月16日：山小屋風の現駅舎に改築[4]。
- 1997年（平成9年）：関東の駅百選に選定される[5]。選定理由は「周囲の自然に調和し、スイスをイメージした山小屋風の駅」[5]。

## 駅構造
登山電車は切欠きホームの2面2線を有しており、箱根湯本駅寄りの1番ホーム、奥の2番ホームが縦に並ぶような配置になっている。駅舎の構造上1番ホームと2番ホームを直接行き来することはできない。旅客ホームの隣にはモニ1形が留置される側線がある。
ケーブルカーは2番ホームの横より発着し、北側が降車ホーム、南側が乗車ホームの2面1線となっている。ホーム番号は無い。
現行ダイヤでは、登山電車は日中（ケーブルカー営業時間帯）は2番ホームから発着、それ以外の時間帯では1番ホームを使用している（夜間滞泊に使われる場合は2番ホームも使用する）。多客期には1番ホームを降車専用ホームとして使用する場合があり、1番ホームで客扱い後、箱根湯本方の踏切付近まで引き上げた上で2番ホームに入線させている。そのため、踏切の遮断機は2番ホームへの入線完了まで開かない。
改札はいずれも有人である。かつて1番ホーム側には自動改札機が設置されていたが、PASMO使用開始時に撤去され、代わって1番・2番ホーム出入口にPASMO簡易改札機が設置された。また、ケーブルカー降車ホームから2番ホームへの乗り換え通路にも入場用のPASMO簡易改札機が設置されている（ケーブルカーではICカードを利用できない）。
以前は1番線の延長線上に2番線があり、1番線が降車ホームで2番線が乗車ホームと分かれていた。通常時間帯は1番線で降車後、2番線に回送され折り返す。しかし、1番線出口に自動改札機が設置されていた時期は、深夜など一部の減便される時間帯のみ、2番線を乗車ホームとせず、1番線で乗降し折り返す列車が存在した。増便される時間帯は1番線・2番線（手前と奥）に列車が並び、1番線が乗車ホームのため2番線の後に到着した列車が回送で側線（現在の2番線）に待避し、1番線列車が発車した後に再び待避させた電車を1番線に入線させるという手順をとっていた。また、箱根大文字焼き開催時の当時の臨時ダイヤは、増便時間帯ダイヤを拡張させたもので、側線に手前と奥に2両編成と3両編成を一編成ずつ一時的に留置し、祭り終了にあわせてそれぞれ1番線・2番線に戻し、箱根湯本行きとした。
駅舎は山小屋をイメージした特徴的な建物である。1997年頃まで駅舎の右側に木が立っていた。特徴的な建物ゆえにドラマなどにたびたび登場することがあり、テレビ東京系列で放送されたアニメ『爆走兄弟レッツ&ゴー!!』では雨の降るゴール地点として描かれている。
終日社員配置駅。出札窓口（小田急ロマンスカー特急券も発売）、自動券売機設置。
なお、箱根登山鉄道の表示看板やパンフレットでは各駅の標高が示されており、かつては553 mと表記されていたが、2013年の再調査で541 mに訂正されている。

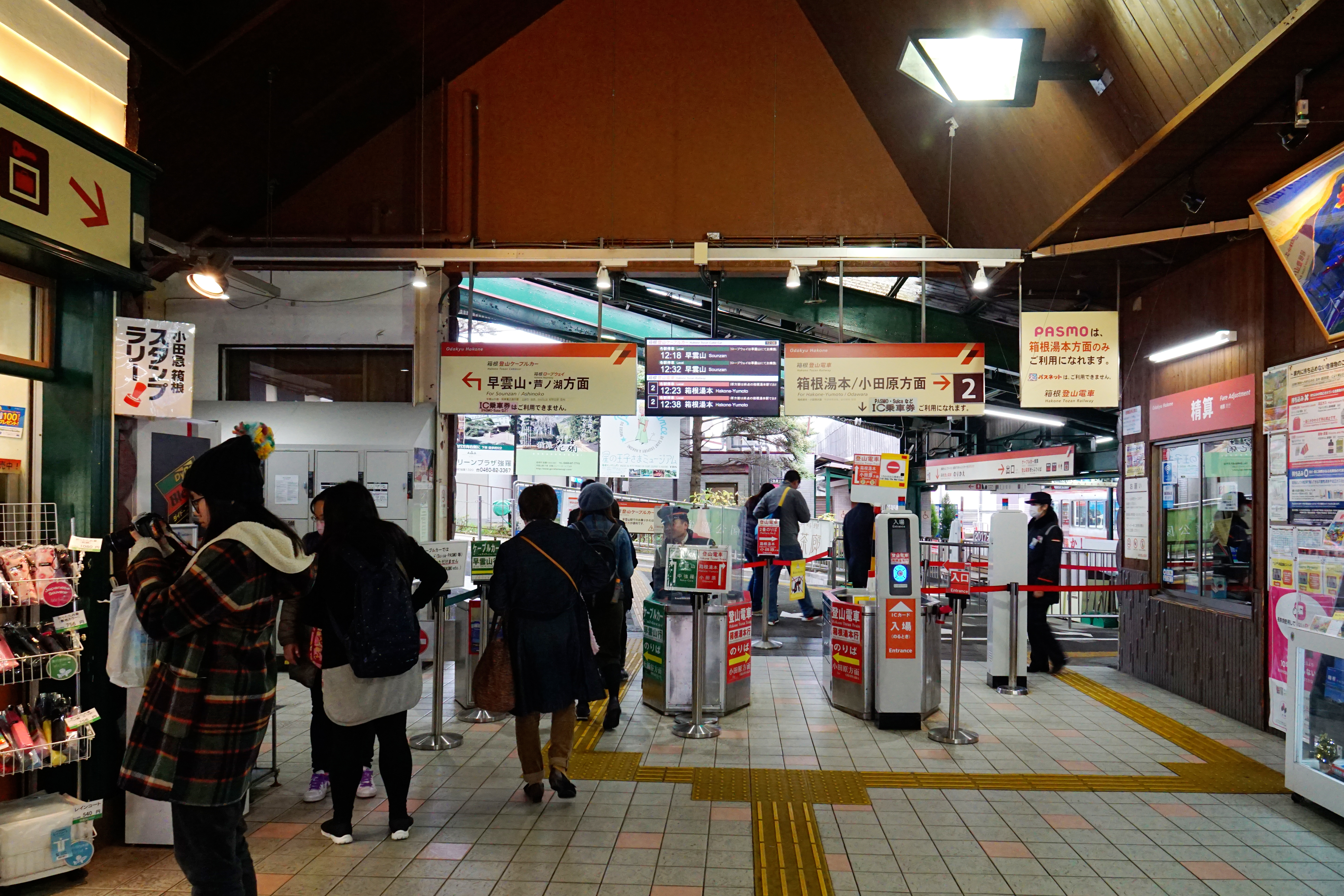
改札口（2016年12月）
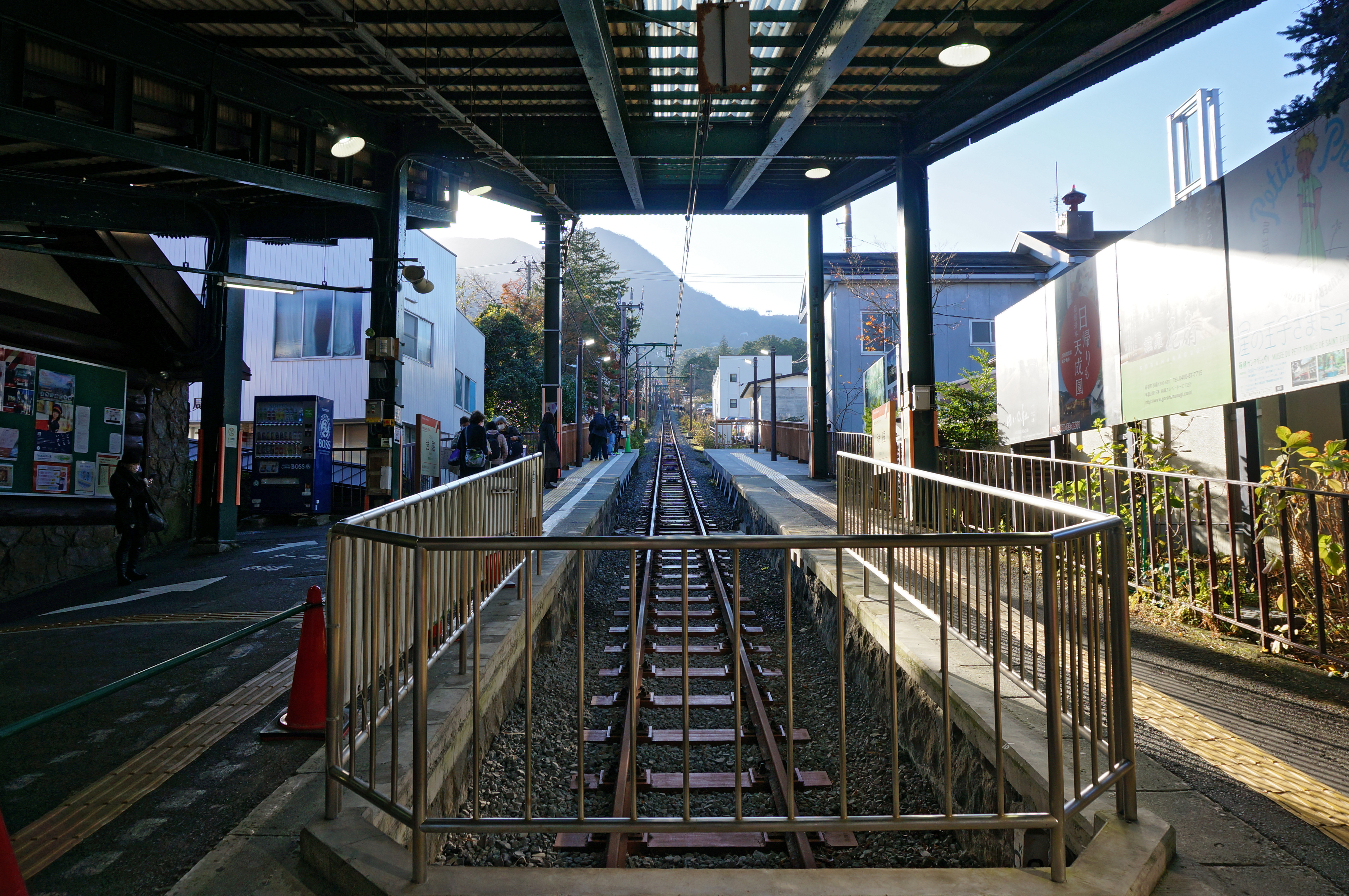
ケーブルカー乗場（2021年11月）
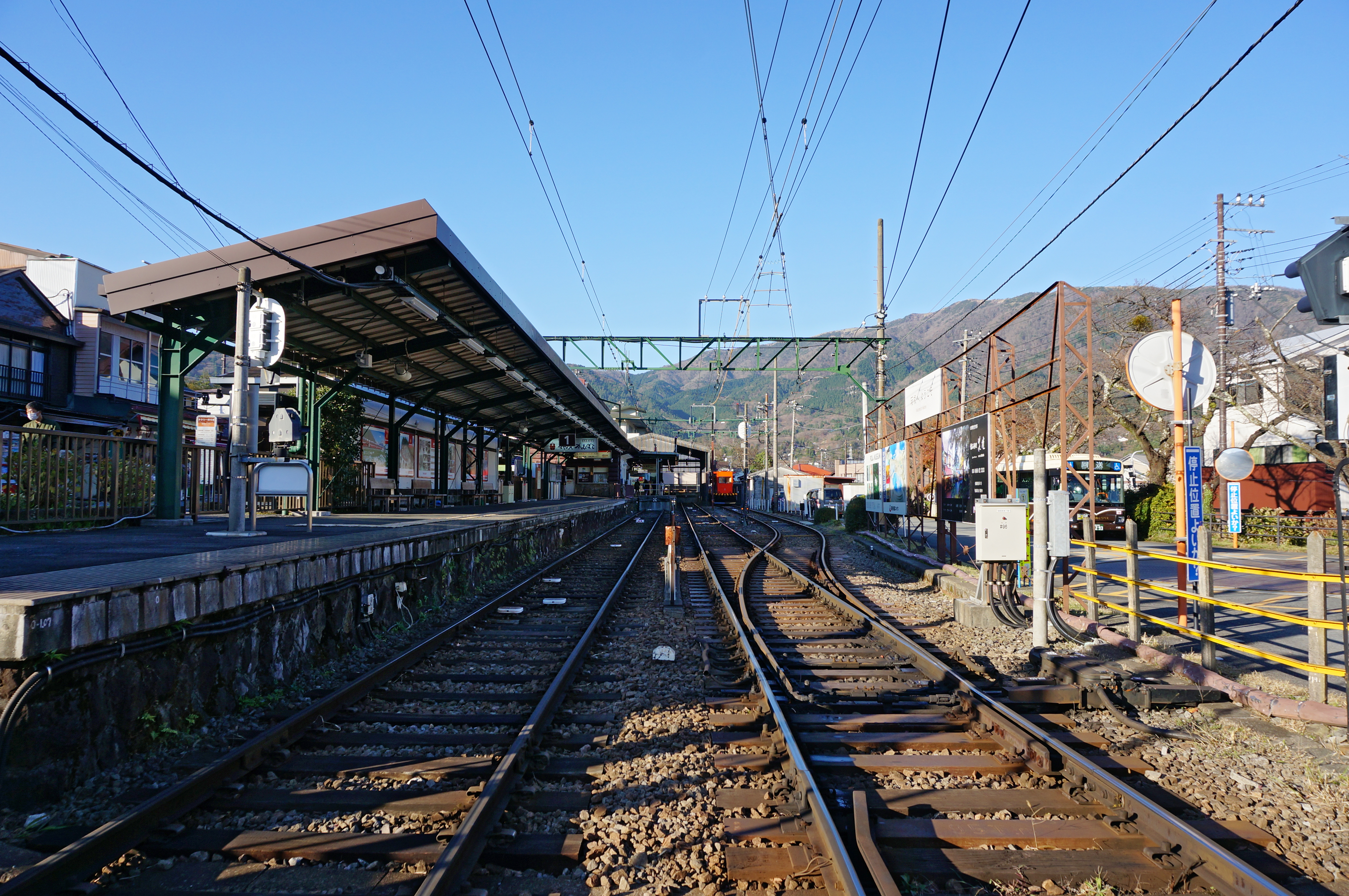
構内（2021年11月）
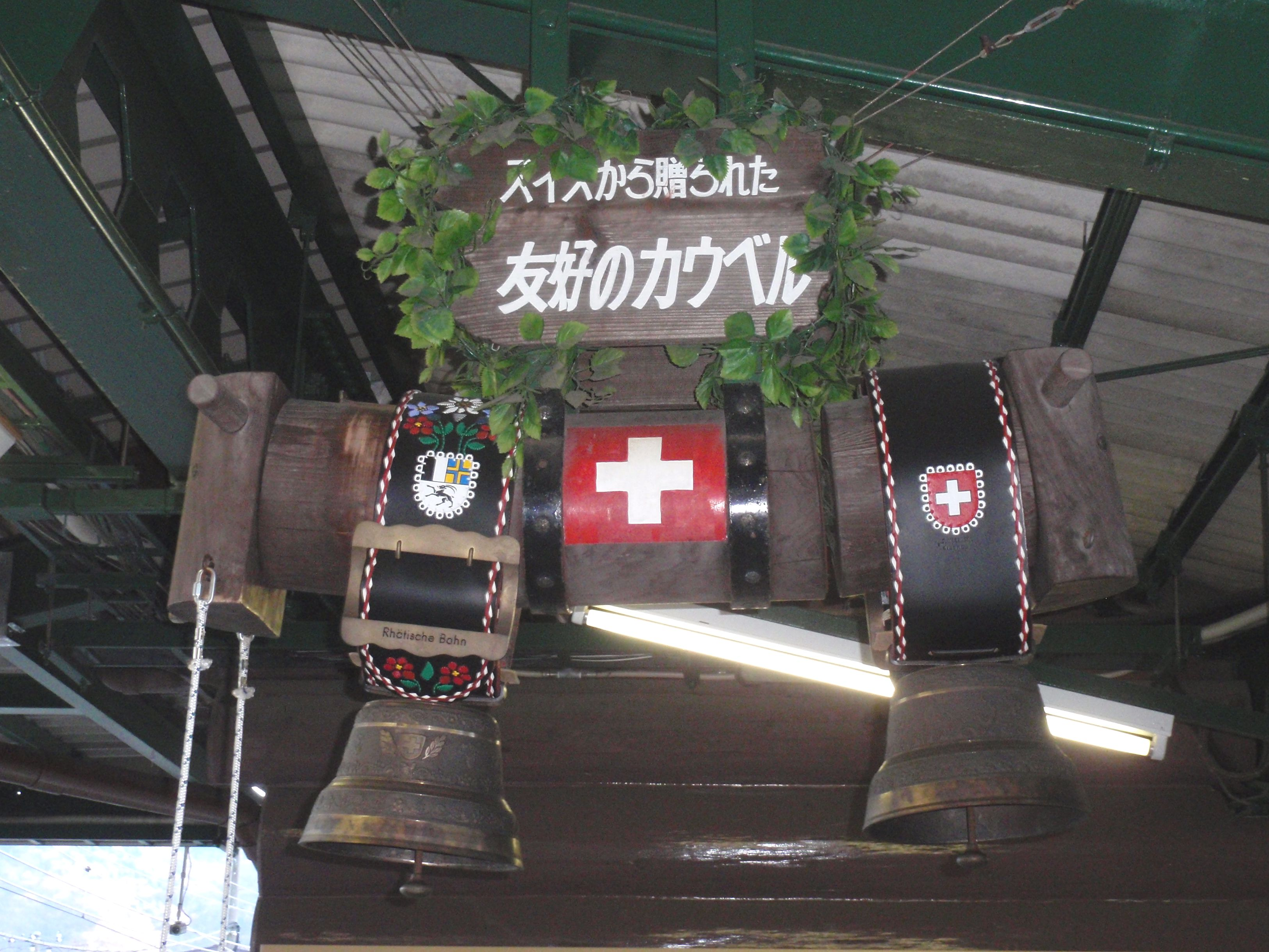
レーティッシュ鉄道から贈られ、2番線に設置されたカウベル

### 発車メロディ
唱歌『箱根八里』が鉄道線、鋼索線ともに使用されている。鉄道線、鋼索線でそれぞれイメージの異なるバージョンが使われている。
なお、1981年に1000形電車が導入された際、姉妹鉄道であるスイスのレーティッシュ鉄道から大型のカウベルが贈呈され、それまでの発車ベルから、駅員が紐を引いて天井に吊るされたカウベルを鳴らし、乗客に発車の合図を知らせていた時期があった。

## 利用状況
近年の1日平均乗車人員推移は下記の通り。
| 年度               | 鉄道線 | 鋼索線 | 出典         |
| ------------------ | ------ | ------ | ------------ |
| 1998年（平成10年） | 2,521  | 2,879  | [ 県勢 1 ]   |
| 1999年（平成11年） | 2,429  | 2,768  | [ 県勢 2 ]   |
| 2000年（平成12年） | 2,392  | 2,625  | [ 県勢 2 ]   |
| 2001年（平成13年） | 2,415  | 2,516  | [ 県勢 3 ]   |
| 2002年（平成14年） | 2,217  | 2,576  | [ 県勢 3 ]   |
| 2003年（平成15年） | 2,742  | 2,486  | [ 県勢 4 ]   |
| 2004年（平成16年） | 2,474  | 2,264  | [ 県勢 4 ]   |
| 2005年（平成17年） | 2,758  | 2,113  | [ 県勢 5 ]   |
| 2006年（平成18年） | 2,827  | 2,128  | [ 県勢 5 ]   |
| 2007年（平成19年） | 2,851  | 2,497  | [ 県勢 6 ]   |
| 2008年（平成20年） | 2,674  | 2,710  | [ 県勢 6 ]   |
| 2009年（平成21年） |        |        |              |
| 2010年（平成22年） |        |        |              |
| 2011年（平成23年） |        |        |              |
| 2012年（平成24年） |        |        |              |
| 2013年（平成25年） |        |        |              |
| 2014年（平成26年） |        |        |              |
| 2015年（平成27年） |        |        |              |
| 2016年（平成28年） |        |        |              |
| 2017年（平成29年） |        |        |              |
| 2018年（平成30年） | 2,441  | 1,232  | [ はこね 1 ] |

## 駅周辺
- 箱根強羅郵便局
- 彫刻の森美術館 - 最寄り駅は彫刻の森駅だが、当駅からも徒歩10分で行くことができる[6]。
- 強羅公園 - 最寄り駅は公園下駅・公園上駅だが[7]、当駅からも徒歩5分で行くことができる[7]。
- 箱根美術館
- 箱根写真美術館
- 強羅温泉
- 学校法人函嶺白百合学園
- カフェ・サンモリッツ強羅店（駅舎内）

### バス路線
駅前に「強羅駅」停留所 （停留所番号：OH57）がある。

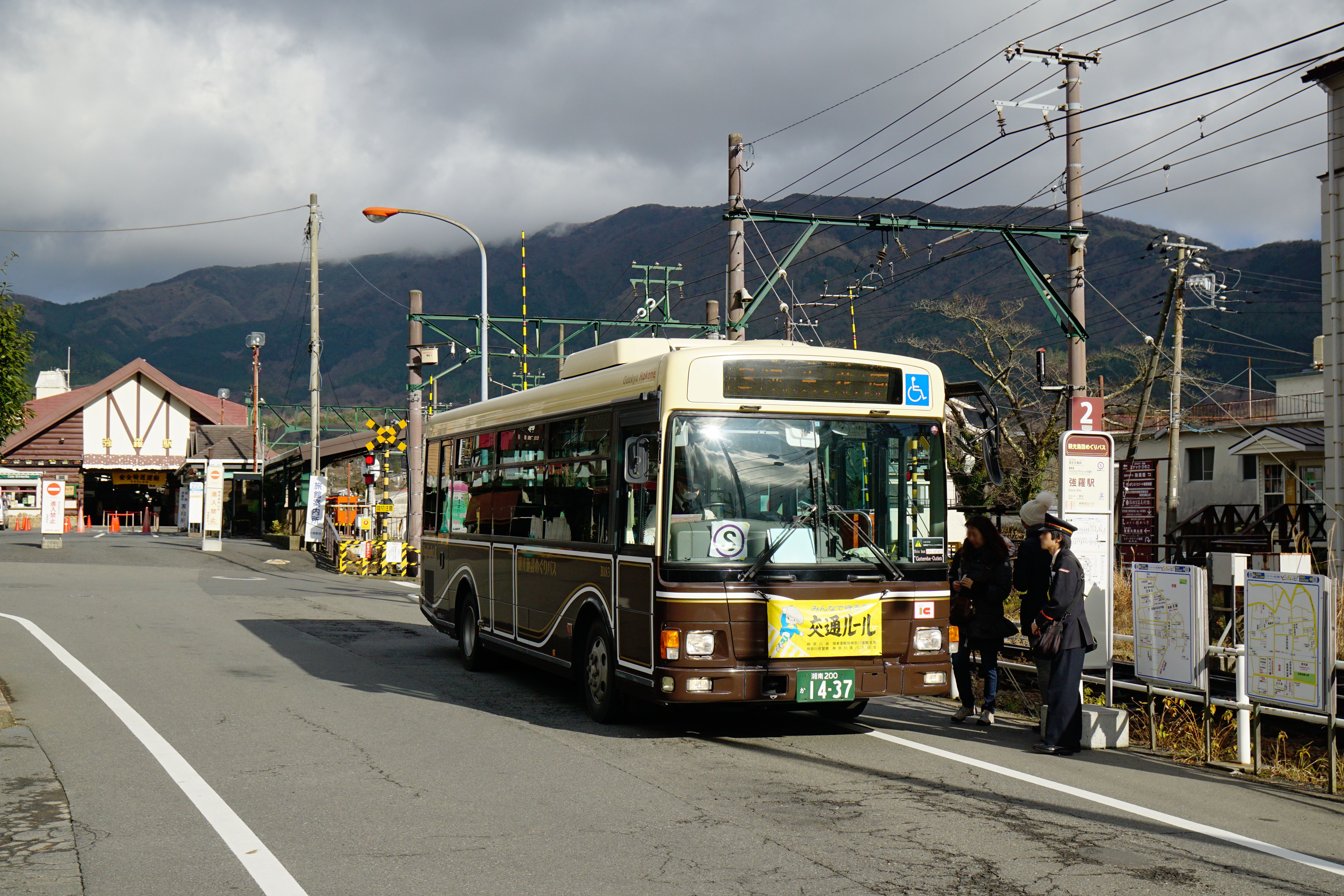
2番のりば

| 運行事業者   | のりば | 行先                                                                                           | 備考 |
| ------------ | ------ | ---------------------------------------------------------------------------------------------- | --- |
| 箱根登山バス | 1      | 天悠行【S】【M】【G】                                                                          | 土休日のみ、一部は元箱根港止まり                                                                                               |
| 箱根登山バス | 2      | 湿生花園前行【S】                                                                              | 仙石原のすすき草原へは、仙郷楼前で桃源台行に乗り換え、「仙石高原」下車。秋季の土・日・祝日には臨時便「仙石すすきバス」を運行。 |
| 箱根登山バス | 3      | - 御殿場プレミアム・アウトレット行【M】 - 御殿場駅箱根乙女口・御殿場駅行【G】 - 桃源台行【TG】 | 強羅駅周辺の道路事情により折り返せる場所がないため、駅裏手にターンテーブルを設けている。                                       |

## 保存車両
鉄道線の駅構内には、「魚菜電車」のユ1形（1983年11月から）とモハ3形の115号（1984年11月から）が保存展示されていたが、腐食が進んだため、1999年までに解体・撤去された。保存されていた場所には、前述のバス用ターンテーブルが設置されている。

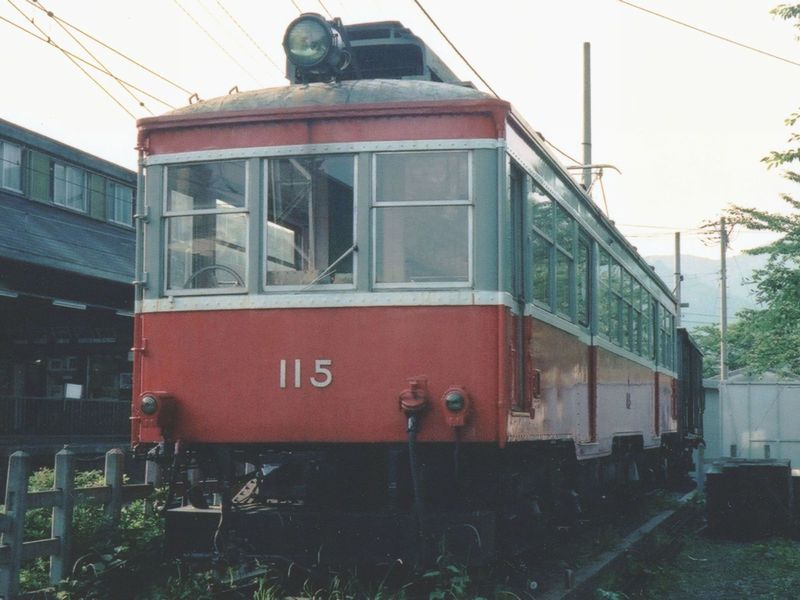
モハ3形115号
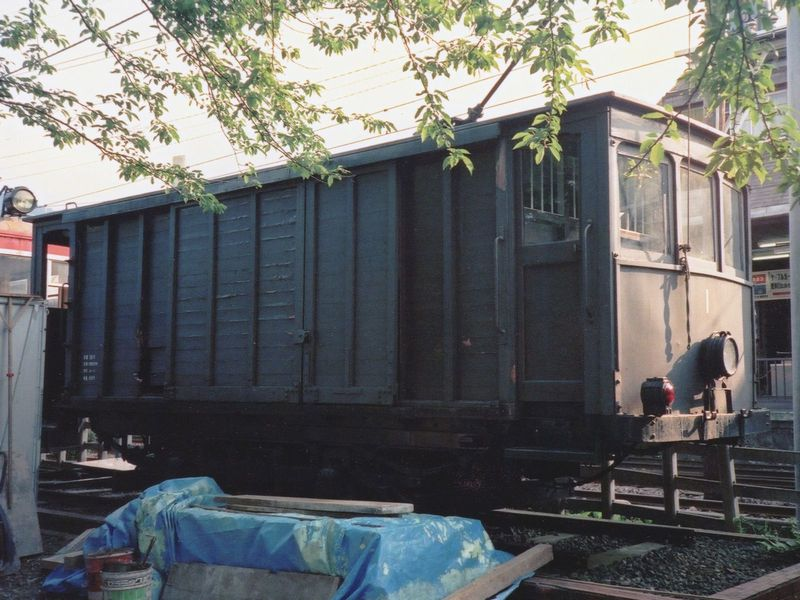
ユ1形（魚菜電車）
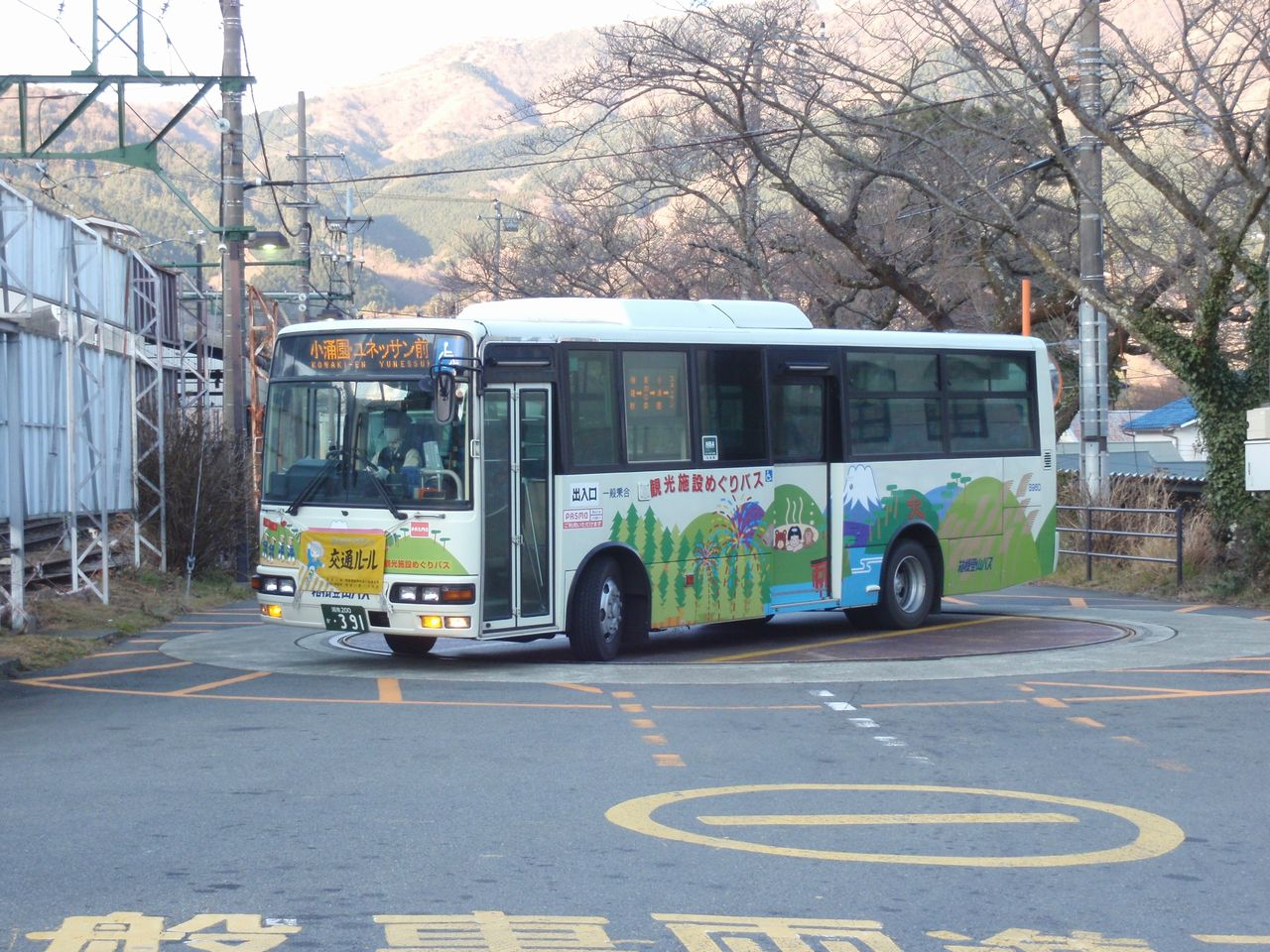
駅裏手のバス用ターンテーブル

## 隣の駅
小田急箱根
 鉄道線（箱根登山電車）
彫刻の森駅 (OH 56) - 強羅駅 (OH 57)
 鋼索線（箱根登山ケーブルカー）
強羅駅 (OH 57) - 公園下駅 (OH 58)

### 利用状況に関する資料
神奈川県勢要覧
1. ↑  神奈川県県勢要覧（平成12年度）226ページ
2. ↑  神奈川県県勢要覧（平成13年度）228ページ
3. ↑  神奈川県県勢要覧（平成15年度）226ページ
4. ↑  神奈川県県勢要覧（平成17年度）228ページ
5. ↑  神奈川県県勢要覧（平成19年度）230ページ
6. ↑  神奈川県県勢要覧（平成21年度）244ページ

統計はこね
1. 1 2 3  統計はこね（令和元年版）